# Hugh River
Der Hugh River ist ein Fluss im Süden des australischen Territoriums Northern Territory.

## Geografie

### Flusslauf
Der Fluss entspringt am Frazer Hill in den MacDonnell Ranges, etwa 40 Kilometer westlich von Alice Springs im Süden des Northern Territory. Er fließt zunächst einige Kilometer nach Osten, unterquert den Larapinta Drive und wendet seinen Lauf nach Süden. Nördlich der James Range unterquert er den Stuart Highway und biegt nach Südosten ab. Bei der Siedlung Hugh River unterquert der Fluss die AustralAsia Railway. Bei den Pinnacle Hills, rund 20 Kilometer nördlich von Horseshoe Bend mündet der Hugh River in den Finke River.

### Nebenflüsse mit Mündungshöhen
Er hat folgende Nebenflüsse:
- Jay Creek – 609 m
- Mueller Creek – 561 m
- Log Hole Creek – 504 m
- Tidenvale Creek – 484 m
- Gum Tree Creek – 407 m
- Oliffe Creek – 396 m
- Nine Mile Creek – 381 m
- Cox Creek – 379 m
- Alice Creek – 340 m